# 이영구 (1944년)
이영구(1944년 10월 24일 ~ )는 대한민국의 정치인이다. 제29대 강원 고성군수를 역임했다.

## 역대 선거 결과
|  | 44.7% |

|  | 41.25% |

|  | 60.94% |